# José María Enríquez Negreira
José María Enríquez Negreira (Barcelona, 6 de septiembre de 1945) es un exárbitro internacional de fútbol español, en activo desde la temporada 1977-1978 hasta 1991-1992, que dirigió 132 partidos en Primera División desde la temporada 1979-1980 hasta el año de su retiro, y 9 en competiciones europeas.